# Al-Mudschaidil
Al-Mudschaidil (arabisch المجيدل, DMG al-Muǧaidil) ist ein ehemaliges palästinensisches Dorf im Norden des heutigen Israel in erhöhter Lage mit Blick auf die Jesreelebene. Seine Bewohner wurden 1948 während des Palästinakriegs von den Streitkräften des neugegründeten Staates Israel vertrieben und ihre Häuser wenig später zerstört. Die zu Flüchtlingen gewordenen Palästinenser wurden an der Rückkehr in ihren Ort gehindert, dessen Ruinen heute von der 1952 auf ehemaligem Dorfland gegründeten und seitdem stark gewachsenen israelischen Stadt Migdal haʿEmeq überbaut sind.

## Geschichte
In den 1880er Jahren gehörte al-Mudschaidil zum Safad Kaza (arabisch قضاء صفد, DMG Qaḍāʾ Ṣafad ‚Qadi-Bezirk Zfat‘), selbst ein Teil des Sandschaks Safed, einem Sandschak (Osmanisches Reich) im Vilâyet Beirut, der Provinz des Osmanischen Reichs, die weite Teile des heutigen Libanons umfasste. Die Reislamisierung der Levante durch die Mamluken (Ende des 13. Jahrhunderts bis 1516 Herren der Levante) überstanden insbesondere in den Bergen des Libanons und Galiläas viele kleine Kirchengemeinden. Al-Mudschaidil, das über die Zeit mehrheitlich von Muslimen bewohnt wurde, hatte gleich zwei Kirchengemeinden, eine griechisch-orthodoxe (Eigennomenklatur: rum-orthodoxe) und eine römisch-katholische. 
Seit den 1850er Jahren interessierten kirchlich engagierte russische Orthodoxe sich für orthodoxe arabische Christen, ihre Glaubensbrüder, und deren Situation im Osmanischen Reich. Als Großfürst Sergei Alexandrowitsch Romanow 1888 als Gründungspräsident der russischen Kaiserlichen Orthodoxen Palästina-Gesellschaft (IPPO) Teile der osmanischen Provinzen Mutesarriflik Jerusalem und Vilâyet Beirut bereiste, kam er auch nach al-Mudschaidil. Wie vielerorts in ihrem Ursprungsgebiet hatten Christen unter muslimischer Herrschaft keine oder baulich und / oder räumlich unzureichende Bethäuser, weshalb der Großfürst der orthodoxen Kirchengemeinde Geld spendete, sich ein adäquates Gotteshaus zu bauen. Der Bau der St. Nikolauskirche begann 1894 und wurde 1896 abgeschlossen. Patriarch Gerassimos I., bemüht um Dämpfung des russischen Einflusses, öffnete die Kirche auch Christen anderer Konfessionen. Sein Nachfolger Patriarch Damianos I. von Jerusalem stellte sicher, dass das Kirchengebäude als Dorfschule bereitstand, zu einer Zeit als kaum osmanische Kinder zur Schule gehen konnten. Die Kapelle des Franziskanerinnenkonvents Erzengel Gabriel am Ort wurde erst 1903/1904 erbaut. 
Der osmanische Versuch im Ersten Weltkrieg auf Seiten der Mittelmächte, den Suezkanal zu blockieren, um so die Verbindungen zwischen den Teilen des Britischen Imperiums auf weite Umwege zu zwingen und im Falle eines Sieges das bis 1882 osmanische Chedivat Ägypten dem britischen Einfluss wieder zu entreißen, endete schließlich mit der Niederlage und Auflösung des Osmanischen Reiches. Den osmanisch eröffneten Sinaifeldzug trieben siegreiche Gegenvorstöße der Egyptian Expeditionary Force (EEF) der Triple Entente vom ägyptischen Sinai immer weiter nordostwärts über die osmanische Grenze ins Mutesarriflik Jerusalem, das westliche Pilger, Theologen, Historiker und Geographen als Teil Palästinas ansahen. Das britische Militär spiegelte die europäische Fremdbezeichnung des Heiligen Landes als Palästina im Begriff Palästinafront für die levantinische Frontlinie zwischen Entente und Mittelmächten, entsprechend nutzt auch die Militärhistoriographie den Begriff, obwohl es keine osmanische Verwaltungseinheit dieses Namens und dieser territorialen Fassung gab.
Bis September 1918 waren die Kampfhandlungen fern al-Mudschaidils, doch waren die Folgen des Krieges zu spüren. Männer wurden für den Kriegsdienst in der Osmanischen Armee gezogen, Lebensmittel und Zugtiere requiriert, teils entschädigt durch die per Notenpresse inflationierte osmanische Währung. Die Menschen hatten mit Mangel und Hunger zu kämpfen, wenn auch nicht politisch extra verschärft wie die Hungersnot im nahen Libanongebirge, wo die Hohe Pforte christliche Minderheiten durch Hunger vernichten ließ. Die Einnahme des Vilâyets Beirut durch Entente-Streitkräfte leitete die Neuaufteilung des Gebiets ein. Ihren Vorstellungen entsprechend teilten Briten und Franzosen die Levante neu auf und gliederten 1918 die südlichen zwei Drittel Galiläas vom osmanischen Libanon um in die Occupied Enemy Territory Administration South (OETA South), die dann 1920/1922 als Völkerbundsmandat für Palästina auch amtlich namentlich an die römische Bezeichnung aus dem Jahre 135 anschloss. 
Laut Zensus von 1922 lebten etwa 150 Griechisch-Orthodoxe in al-Mudschaidil, neben mehr als 40 anderen Christen und 817 Muslimen, zusammen 1.009 Menschen am Ort. Die stabile Wirtschaftsentwicklung Palästinas zur Mandatszeit ermöglichte erstmals den Bau einer Moschee, der Moschee al-Huda (مَسْجِدُ الْهُدَىٰ, DMG Masǧid al-Huda), erbaut 1930 mit modernem Wassersammelsystem, das Regen vom Dach in eine Zisterne leitete, und die Einrichtung von Schulen, segregiert nach Geschlechtern. Gemäß dem Zensus 1931 war die Einwohnerzahl auf 1.241 angewachsen, davon 1.044 Muslime und 197 Christen, deren Zahl kaum gewachsen war. Im Jahr 1945 hatte al-Mudschaidil 1900 palästinensische Einwohner, davon 1640 Muslime und 190 Christen, und zwar griechisch-orthodoxe, von denen allerdings einige zum Protestantismus konvertiert waren.
Im Juli 1948 zog Israel im Rahmen der »Operation Deqel« (»Palme«) seine Truppen in Galiläa zusammen, und zwischen 15. und 18. Juli fiel unter anderem al-Mudschaidil. Da das Schicksal der Palästinenser von Haifa, das die meisten arabischen Nichtjuden schon im Bürgerkrieg zwischen arabischen und jüdischen Palästinensern auf höheren Befehl unter Androhung von Repressalien des Arabischen Höheren Komitees verließen, und das Massaker von Deir Yasin unter der Bevölkerung bekannt war, waren viele Bewohner von al-Mudschaidil bereits vor der israelischen Eroberung nach Nazareth geflüchtet, vor allem Frauen und Kinder.

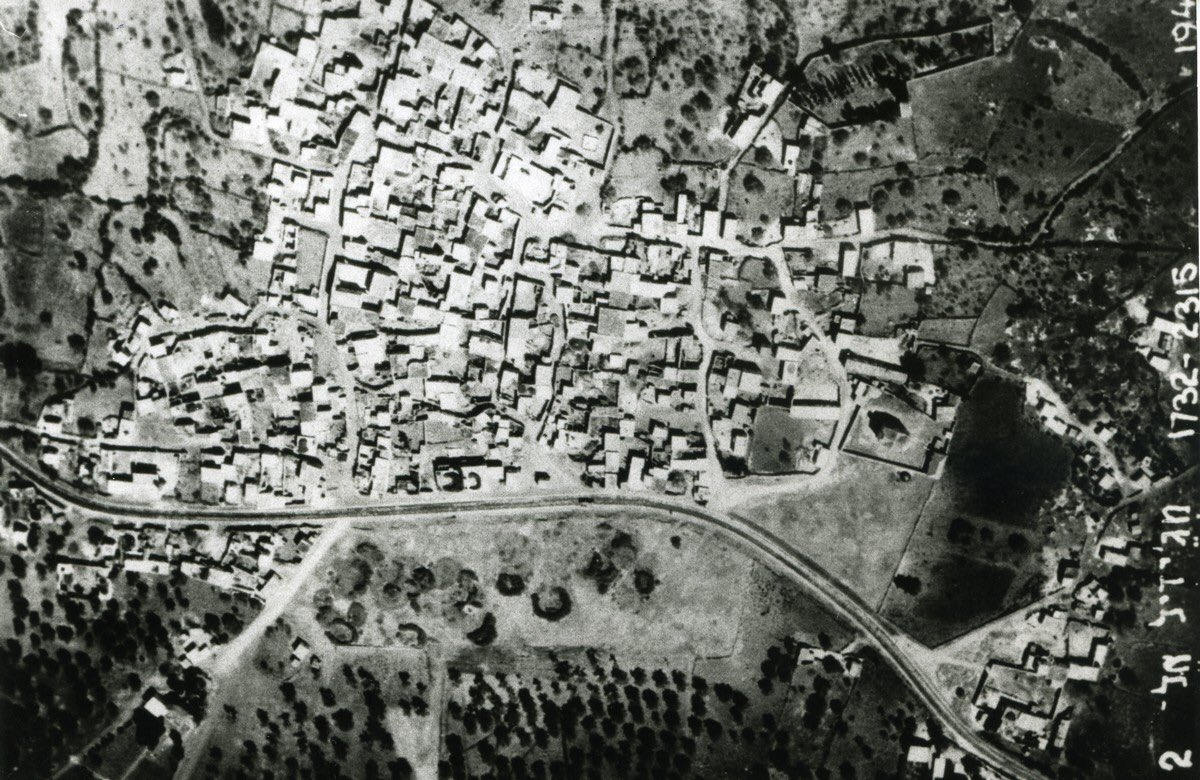
Luftbild al-Mudschaidils mit Nikolauskirche weitläufig ummauert am rechten Rand des Dorfes, 1949

Die arabischen Führer im Lande, wie die mit ihnen verbündeten arabischen Nachbarstaaten, lehnten die von der UNO im November 1947 vorgeschlagene Teilung des Mandatsgebiets ab, vereinbarten aber auch keine andere Aufteilung des Landes, sondern setzten allein auf ihr Waffenglück bei der territorialen Regelung. Gleich am 15. Mai 1948, am Tag nach Gründung Israels, rückten die Armeen der Nachbarländer ein, um den Krieg um Israels Unabhängigkeit zu eröffnen. Das ausbleibende Waffenglück beließ den arabischen Kämpfern Palästinas und ihren Verbündeten am Ende 22 % des Mandatsgebiets. Al-Mudschaidil kam an Israel.
Bewohner al-Mudschaidils standen bei Israelis im Verdacht mit der Armee des heiligen Krieges unter dem wehrmachtgeschulten Libanesen Fawzi al-Qawuqǧi zusammenzuarbeiten. Die israelischen Nachrichtendienste lieferten den kämpfenden israelischen Einheiten je Bulletins über die Orte, denen sie sich näherten, bezüglich eingetretener Ereignisse und des bisherigen Verhaltens der Einwohner gegenüber jüdischen Palästinensern, damit sie einschätzen könnten, ob sie eher mit friedlicher Haltung oder feindlich-gewalttätiger Handlung rechnen müssen. Das Bulletin zu al-Mudschaidil enthielt die Sache des vermissten Soldaten Menachem Goldstein, Motorradkurier und Verbindungsoffizier der Golani-Brigade, der am 28. Juni 1948 während einer seiner Missionen vom Hauptquartier aus auf der Landstraße (heute ) zwischen Sarid und Ginneigar verschwunden war.
Am 15. Juli 1948, im Zuge der Operation Deqel, drang das 13. Bataillon der Golani-Brigade in al-Mudschaidil ein und nahm es ohne nennenswerten Widerstand ein, denn es war weithin menschenleer. Die meisten Bewohner waren ins nahe Yafa al-Nasiriyya und weiter nach Nazareth geflohen. Wie sich erwies, flohen sie wohl in Erwartung von gefährlichen Unannehmlichkeiten. Sofort nach der Eroberung des Dorfes sprengten israelische Truppen zehn Häuser »als Warnung«. Israelische Truppen fanden Goldsteins Leiche am 21. Juli in einer Grube in der Umgebung und erfuhren von befragten arabischen Kriegsgefangenen und Bewohnern, dass er durch eine von Milizionären aus al-Mudschaidil gelegten Mine schwer verletzt worden war. Die Milizionäre hatten ihn ins Dorf geschleppt, wo sie ihn unter schwerer Folter ermordet hatten.
Jene Bewohner al-Muschaidils, die geblieben waren, wurden Richtung Nazareth vertrieben; die Soldaten vertrieben – so wie an vielen anderen Orten – die gesamte Bevölkerung des Dorfes. In den folgenden Wochen sprengten die israelischen Truppen auch die übrigen Häuser des Dorfes. Der Jüdische Nationalfonds forstete später die geschaffene Wüstung wie in vielen anderen eingeebneten Dörfern mit Kiefern auf, um einen Wald über das ehemalige Dorf wachsen zu lassen.
Die griechisch-orthodoxe Nikolauskirche am Ort sowie die dem Erzengel Gabriel geweihte Klosterkapelle der römisch-katholischen Franziskanerinnen wurden wie üblich als Betstätten von der Zerstörung ausgespart. Weiter ließen die israelischen Streitkräfte die Moschee, die Friedhöfe und einige andere Gebäude, während sie ehemalige Bewohner, die Versuche starteten zurückzukehren, daran hinderten. Im August stießen israelische Truppen auf mehrere Gruppen palästinensischer Frauen, Flüchtlinge, die auf ihren eigenen Feldern arbeiteten. Nach Angaben eines israelischen Offiziers gaben sie zuerst Warnschüsse ab und schossen dann auf die zurückgekehrten Flüchtlinge und töteten so auch einzelne. Der verantwortliche Offizier gab nochmals den Befehl, die Flüchtlinge an der Rückkehr zu hindern.
Mehr als die Hälfte der Einwohner, die in Nazareth Zuflucht gefunden hatten, flohen später weiter in den Libanon, nach Syrien und ins Westjordanland, das dann 1950 Teil Jordaniens wurde. Dort wurden die Flüchtlinge als Jordanier gleichberechtigte Bürger, nicht aber in anderen arabischen Bruderländern, wie Libanon oder Syrien, wo Palästina-Flüchtlinge als Staatenlose in prekären Umständen belassen wurden. Christen aus al-Mudschaidil blieben meist als Binnenflüchtlinge in Nazareth. Zur gleichrn Zeit pressten arabische Staaten ihre jüdischen Staatsbürger zur Ausreise oder vertrieben sie, doch ihr zurückgelassenes Vermögen erhielten nicht Flüchtlinge aus Palästina, sondern zog der jeweilige Fiskus der arabischen Staaten ein. 
Im Jahre 1950 bot die israelische Regierung nach einer Intervention von Papst Pius XII. den christlichen Binnenflüchtlingen die Möglichkeit, nach al-Mudschaidil zurückzukehren, doch diese lehnten es ab, ohne ihre muslimischen Nachbarn wieder in das Dorf zu ziehen. So blieben die Christen aus al-Mudschaidil Binnenflüchtlinge in Nazareth und beließen ihre Kirchen verwaist. Eine der vielen aus Nationalismus verpassten Chancen. Die Kustodie des Heiligen Landes sorgte dennoch dafür, dass das Franziskanerinnenkonvent nicht aufgegeben wurde, sondern stets bewohnt blieb. Die Klosterkapelle dient heute auch einer römisch-katholischen Gemeinde messianischer Juden.
Binnenflüchtlinge konnten später nur besuchsweise an ihre alten Wohnorte zurückkehren. Die Palästina-Flüchtlinge im Ausland, wie in Jordanien, Libanon oder Syrien, konnten ihr ehemaliges Dorf nicht mehr besuchen, da diese Staaten Israels Existenz nicht anerkannten, also mit Israel keinen Frieden schlossen, keinen Reiseverkehr aufnahmen, sondern nur bis auf weiteres 1949 einen Waffenstillstand vereinbarten, um Israel militärisch beseitigen zu können, wenn sie die Gelegenheit dazu gekommen sehen würden (wie 1973). Vermittelt durch den katholischen Papst Pius XII. gewährte Israel den christlichen Ex-Bewohnern al-Mudschaidils in ihr Dorf zurückzukehren. Unter dem nationalistischen Druck, dass sie nur einer Gesamtlösung für alle und keiner Partikularregelung zustimmen sollten, blieben die Christen aus al-Mudschaidil Binnenflüchtlinge und beließen ihre Kirchen verwaist. Eine der vielen aus Nationalismus verpassten Chancen. 
Alles von Flüchtlingen und Vertriebenen zurückgelassene Vermögen übernahm der israelische staatliche Treuhänder über das zurückgelassene Vermögen. Mit dem Gesetz über die Habe Abwesender, das die Knesset am 20. März 1950 beschloss, wurden jene Araber, die während der bewaffneten Konflikte ihre Häuser und gegebenenfalls Ländereien verlassen hatten, entschädigungslos enteignet, einerlei wo die Abwesenden waren.
Um die vielen geflüchteten Menschen unterbringen zu können, reichten leerstehende Häuser arabischer Palästina-Flüchtlinge nicht, weshalb Israel Maʿebbarot (מַעְבָּרָה Maʿəbbarah, deutsch ‚Übergangslager‘; Pl. Maʿəbbarōt) gründete. Ziel war allerdings nicht, ihr Flüchtlingsdasein zu verstetigen, darüber hätten ja Generationen aussichtslos ihr Leben verwarten müssen, sondern sie an neuer Stätte heimisch zu machen. Etwa anderthalb Kilometer westlich des geschleiften al-Mudschaidils begann 1953 das neue Migdal haʿEmeq. Erste Menschen, die 1953 feste Unterkünfte in Migdal haʿEmeq bezogen, kamen aus der Maʿebbarat Schimron (מַעְבָּרַת שִׁימְרוֹן Maʿəbbarat Schimrōn, nördlich der Zomet Nahalal gelegen und 1958 geschlossen) und der Maʿebbarat Beit Scheʿarim (מַעְבָּרַת בֵּית שְׁעָרִים Maʿəbbarat Beit Schəʿarīm nördlich des Moschavs gleichen Namens und Ramat Jischais gelegen und 1954 geschlossen) zu denen Neueinwanderer aus China (Mandschurei, Harbin, Magdan und Tianjin) und dem Iran hinzustießen. Migdal haʿEmeq wurde Entwicklungsstadt. Die Entwicklung der neuen, zunächst rein jüdischen Stadt Migdal haʿEmeq an der Stelle al-Mudschaidils hatte laut Witt Raczka zwei Ziele: erstens ganz allgemein die Judaisierung Galiläas, und zweitens konkreter, das weitere Wachstum der nahegelegenen rein israelisch-arabischen Stadt Nazareth nach Süden zu verhindern.
Da das eingeebnete al-Mudschaidil zunächst noch außerhalb der bebauten Flächen Migdal haʿEmeqs lag, begann der Jüdische Nationalfonds die Wüstung ab 1962 aufzuforsten. Dachverbände schwedischer jüdischer Gemeinden stifteten zu Ehren König Gustav VI. Adolfs von Schweden anlässlich seines 80. Geburtstags 1962 den Jaʿar haMelech Gustav haSchischi (יַעַר הַמֶּלֶךְ גּוּסְטַב הַשִּׁישִׁי Jaʿar haMelech Gūstav haSchīschī, deutsch ‚Wald des Königs Gustavs VI.‘, schwedisch Konung Gustaf VI Adolfs Skog), wozu der Nationalfonds die Wüstung ausersehen hatte. In Gegenwart des schwedischen Botschafters Hugo Tamm und des Finanzministers Gunnar Sträng wurde die Aufforstung feierlich begonnen, die Beteiligten pflanzten eigenhändig erste Bäumchen. Durch die rasche Integration der Flüchtlinge entwuchsen die meisten schnell dem Bittstellerdasein als Transferempfänger. 
Betagte palästinensische Flüchtlinge aus al-Mudschaidil leben als arabische Israelis zum Großteil bis heute in Nazareth. Als ihr wachsender Wohlstand sie befähigte, Mittel für den Unterhalt der verwaisten Nikolauskirche aufzubringen, begannen sie und manche ihrer Nachfahren 1994 von Nazareth aus die Kirche wiederherzurichten. Es gab Versuche, ihre Traditionsliebe politisch aufzuladen, weshalb ihren Zielen nicht dienlich war, weshalb die Enthusiasten 1999 einen Verein gründeten, den sie im Vereinsregister eintragen ließen, in der Satzung ihr Anliegen definierten und mit zuständigen Behörden und der interessierten Öffentlichkeit in Kontakt und ins Gespräch traten. Die über die Jahre verfallene Moschee al-Mudschaidils wurde 2003 abgerissen und an ihrer Stelle wurde ein Einkaufszentrum errichtet.
Das Werk der Vereinsmitglieder führte 2004 zur erneuten Kirchweihe St. Nikolais durch Metropolit Kyriakos von Nazareth. Später führte der Verein Sophia (סוֹפִיָּה - עֲמֻתַּת הַנּוֹצְרִים הָאוֹרְתּוֹדוֹכְּסִים בְּיִשְׂרָאֵל Sōfijjah – ʿAmuttat haNōtzrīm haʾŌrtōdōksīm bəJisraʾel, deutsch ‚Sophia – Verein der Orthodoxen Christen in Israel‘) die Restaurierung mittels Spendengeldern fort. Europäischstämmige christliche Orthodoxe zählen 30.000 bis 40.000 (2016) Personen in Israel, die als Teil der etwa 300.000 meist russischsprachigen Nichtjuden als Angehörige mit der ʿAlijjah von etwa 770.000 jüdischen und jüdischstämmigen, meist russischsprachigen ehemaligen Sowjetbürgern (1989–1995) gefolgt von noch einmal 130.000 Personen gleichen Hintergrunds bis 2007 nach Israel gekommen waren. Sie dient heute für Gottesdienste, die von christlich orthodoxen Einwanderern und deren getauften Nachfahren sowie Arbeitsmigranten aus Bulgarien und Rumänien besucht werden.